# 가장 (성격)

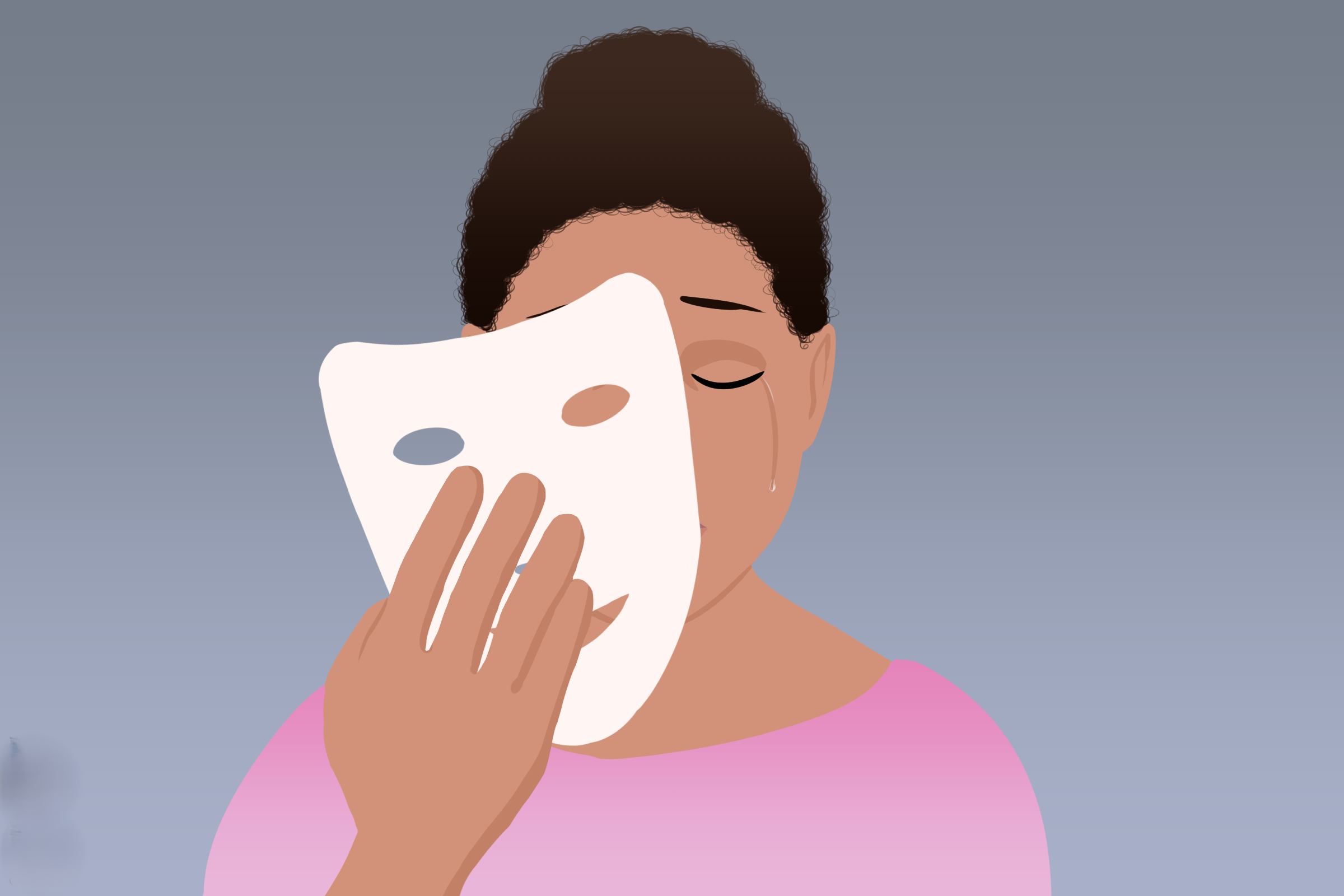
가장은 자발적으로 자신의 진짜 성격을 숨기고 마치 은유적 신체적 가면 뒤에 있는 것처럼 행동하는 것이다.

가장(假裝, masking)은 사회적 압박이나 학대, 괴롭힘에 굴복하여 자신의 타고난 성격(personality)을 가장(mask)하는 것이다. 가장은 권위적인 부모, 사회적 거절(rejection), 정서 학대, 신체 학대, 성적 학대 등의 환경 요소에 강력하게 영향을 받는다. 다양한 형태가 있는 행동이기에 개인들도 스스로 자신의 행동이 가장이라는 것을 모를 수 있다.
가장은 가장 행동(masking behavior)과 혼동되어서는 안된다. 가장 행동은 생존 기제(survival mechanism)로서 정신적으로 고통의 느낌을 차단하는 것이다.

## 역사

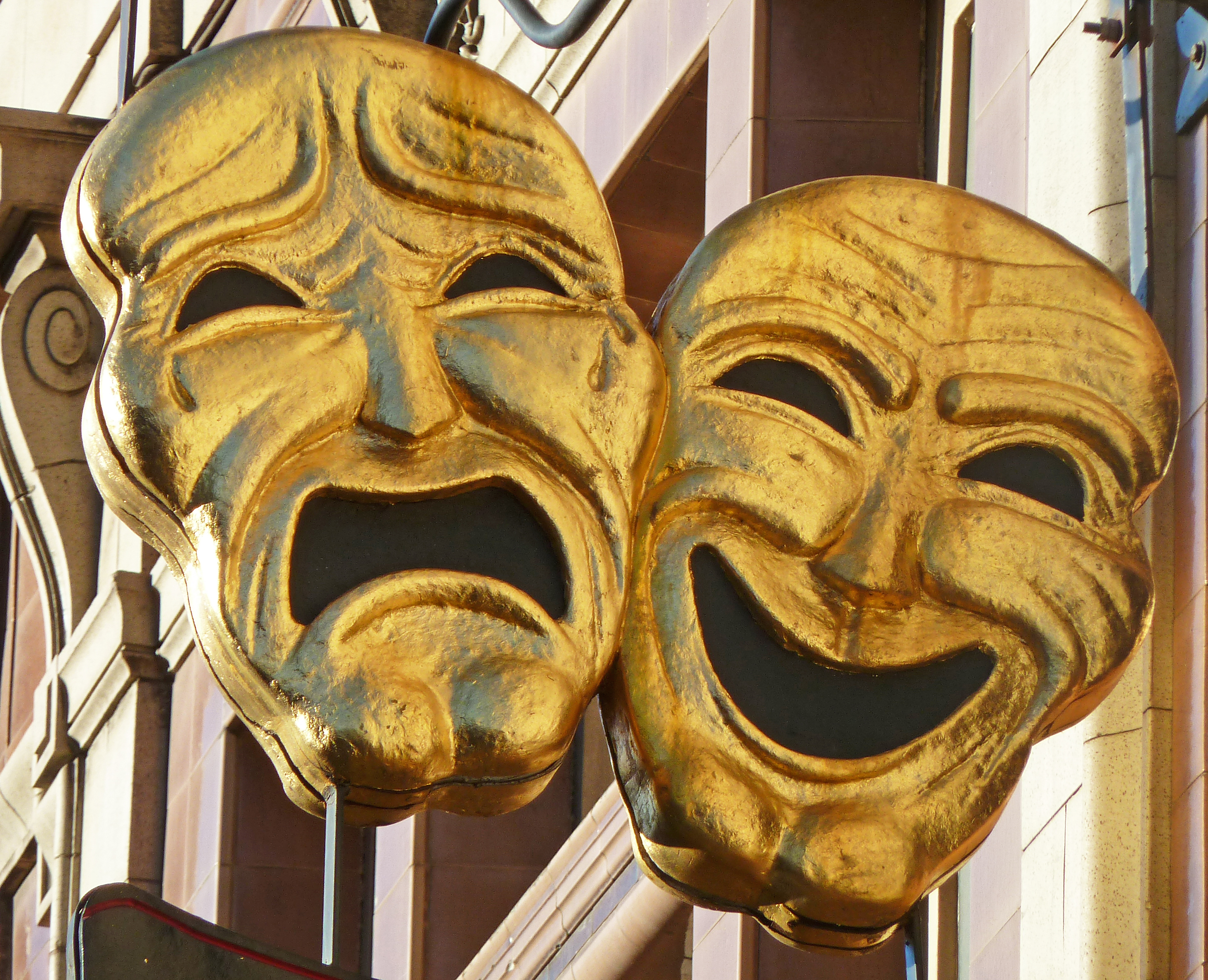
극단, 희극, 비극에서 가면은 배우들이 감정 표현하는데 도움을 준다. 이는 사회에서 받아들일 수 있는 정서를 표현하고자 사람들이 가면을 쓰는 장식과도 유사하다.

가장이란 용어는 역겨움을 감추기 위한 행동을 설명하고자 폴 에크먼(Paul Ekman) (1972)과 프리젠(Friesen) (1969)이 처음 사용하였다. 또한 그것은 학습된 행동으로 여겨졌다. 발달 연구에서는 가장 능력이 미취학 아동기에 발달하여 나이를 먹어가면서 는다고 보았다. 최근 발달 연구에서 가장은 진화해 왔으며, 현재는 다른 감정을 표현함으로써 개인의 감정을 숨기는 것으로 정의하고 있다. 대부분은 슬픔, 좌절, 분노와 같은 부정적인 정서를 숨기고자 긍정적인 정서를 가지고 사용한다.

## 원인
대화 상대와의 관계, 지위차, 위치, 사회적 배경 등 맥락적 요소들은 정서를 표현하거나 억누르거나 가장하는 이유이다. 가장은 정서를 숨기고 주위에서 수용되지 않는 정서를 억누르는 발식으로 행동을 가장하는 것이다. 대중의 인정을 받고자 하기에 가장은 사회적으로 수용 가능하지 않는 분노, 질투, 격노와 같은 성격을 속이는 것을 돕는다.틀:Medcn

### 상황
- 개인적 공간(Personal space) : 개인에 따라 다르다. 자기 주변 사람이나 모르는 사람에게 자신의 감정을 가장할 수 있다.
- 배경(Setting)

### 성별차
각 성별(gender)마다 부정적인 정서를 숨기는 방식이 다르다. 여성은 남성에 비해 싫어하는 것에 대한 부정적인 정서를 숨기는 능력이 더 뛰어나다. 이에 대한 이유 중 하나는 여성은 반드시 착하게 행동해야 한다는 사회적 압박때문이다.

### 민족
가장은 또한 문화마다 다르다. 일부 연구에서는 특정 문화권에서는 정서 표현을 점잖게 하지만 다른 곳에서는 긍정적인 정서와 표현을 많이 보인다고 한다.

### 자폐 관련 가장
일부 자폐 환자는 사회의 기대를 저버리지 않고자 자신의 자폐 신호를 가장하거나 위장(camouflage)할 수 있다고도 한다. 이는 스티밍(stimming) 같은 자기 안정을 위한 반복적인 움직임을 억제하는 행동, 불편하거나 괴로운 환경에서 미소를 가장하는 것, 자신의 행동을 의식적으로 평가하고 타인의 행동을 미러링하는 것, 자신의 관심사를 이야기하지 않는 것 등이 있다. 이는 대화 규칙을 의식적으로 문서화하고 발전시키는 것, 그리고 규칙이 지켜지는지 의식적으로 감시하는 것과 같은 보다 복잡한 전략일 수도 있다. 가장이 의식적인 노력인 만큼, 자폐 환자에게는 오랜 시간 이를 한다는 것이 지칠 수 있다.(사회적으로 그러나 또한 직장에서) 비자폐인이나 신경전형인(neurotypical)으로 보이게 만드는 것에 더하여, 가장은 지원을 받고자 하는 욕구를 숨기기도 한다. 자폐 환자들은 사회적 수용, 취직 욕구, 추방 회피, 언어적 신체적 학대 회피를 가장의 이유로 꼽는다.
연구에서는 자폐적인 가장은 우울과 자살과도 관련있다고 본다. 한 조사에 의하면, 많은 자폐 환자 성인은 비자폐적으로 보이기 위하여 그러는 척 하는 것으로부터 상당히 지친다고 말하였다. 적응 행동 분석(applied behavior analysis) 형태와 같은 자폐 환자가 가장하는 것을 가르치는 치료는 논쟁에 싸여 있다.

## 징조와 증상
틀:More medical citations needed
사람은 저마다 다르게 감정을 숨긴다. 어린 시절에는 주변 사람들의 인정을 받을 때의 특정 방식대로 행동하여, 가면을 만든다. 자신이 채용한 역할을 의식하지 못하고 만나는 사람을 대상으로 투사한다. 일부 경우 상당히 의식하고 있어도, 마스크를 쓰고 있다는 걸 의식하지 못한다. 가면을 쓰는 것은 의식으로부터 에너지를 빼앗아가고 나중에는 에너지를 소진한다.
가장 경향은 아프거나 쇠약해졌을 때 보다 명백할 수 있다. 더 이상 마스크를 유지할 에너지가 없기 때문이다.

## 같이 보기
- 또 다른 자아
- 클로짓
- 드라마투르기 (사회학)
- 소수자 스트레스
- 페르소나 (심리학)
- 쉽볼렛